# Sartorina
Sartorina là một chi thực vật có hoa trong họ Cúc (Asteraceae).

## Loài
Chi Sartorina gồm các loài: